# Naissance en 1287
Naissance
- 1283
- 1284
- 1285
- 1286
- 1287
- 1288
- 1289
- 1290
- 1291

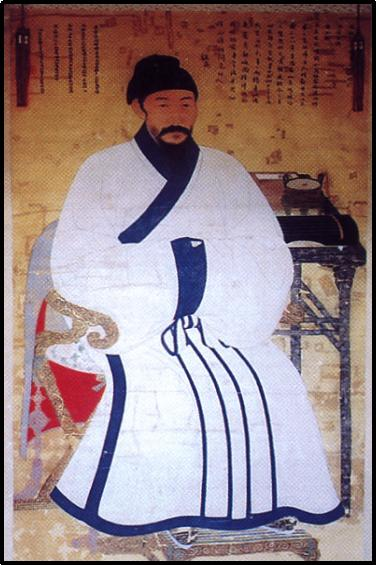
Yi Je-hyeon, né en 1287.

Cette page dresse une liste de personnalités nées au cours de l'année 1287 :
- avril ou mai : Roger Mortimer, 3e baron Mortimer de Wigmore, puis 1er comte de March, important et puissant seigneur anglais des marches galloises.
- 2 novembre : Abu al-Juyuch Nasr, émir nasride de Grenade.

- Robert III d'Artois, seigneur de Conches-en-Ouche, de Domfront, de Mehun-sur-Yèvreet comte de Beaumont-le-Roger.
- Marguerite de Metola, appelée aussi la cieca de la Metola (l'aveugle de la Metola), dominicaine et sainte italienne.
- Guy de Penthièvre, ou Guy de Bretagne ou Guy VII de Limoges, vicomte de Limoges et comte de Penthièvre.
- Konoe Tsunehira, noble de cour japonais (kugyō) de l'époque de Kamakura.
- Wang Mian, peintre chinois.
- Yi Je-hyeon (en), érudit coréen, philosophe, écrivain et poète.

date incertaine (vers 1287)
- Frédéric IV de Nuremberg, burgrave de Nuremberg.

## Crédit d'auteurs
- Cet article est partiellement ou en totalité issu de l'article intitulé « 1287 » (voir la liste des auteurs).